# Штиков Терентій Хомич
Терентій Хомич Штиков (13 березня 1907, хутір Любки Городоцького повіту Вітебської губернії — 25 жовтня 1964, місто Москва) — радянський партійний і військовий діяч, дипломат. Генерал-полковник (1944). Надзвичайний і повноважний посол СРСР в КНДР (1948), фактичний правитель Північної Кореї у 1945—1950 роках, один з організаторів Корейської війни. Кандидат у члени ЦК ВКП(б) (1939—1952), член ЦК КПРС (1956—1961). Депутат Верховної Ради СРСР 1—2-го і 4—5-го скликань.

## Життєпис
Народився у селянській родині наймички. Білорус. У 1918 році закінчив сільську школу в селі Луговські Городоцького повіту Вітебської губернії. У квітні 1921 — вересні 1923 року — наймит торговця Абольського у селі Чурилове Городоцького повіту Вітебської губернії. У вересні 1923 — червні 1925 року — землероб у господарстві дядька на хуторі Любки Городоцького повіту Вітебської губернії.
У червні 1925 — вересні 1929 року — токар Ленінградського Пролетарського паровозобудівного заводу. Член комсомолу з 1925 року. У 1927 році закінчив Ленінградську професійно-технічну школу.
Член ВКП(б) з вересня 1929 року.
У вересні 1929 — лютому 1931 року — культпропагандист, а у лютому — липні 1931 року — секретар комітету ВЛКСМ Ленінградського Пролетарського паровозобудівного заводу. У 1931 році закінчив три курси вечірнього робітничого механічного технікуму в Ленінграді.
У липні — листопаді 1931 року — завідувач виробничого відділу, у листопаді 1931 — січні 1933 року — завідувач організаційного відділу Володарського районного комітету ВЛКСМ міста Ленінграда. У січні 1933 — квітні 1936 року — секретар Октябрського районного комітету ВЛКСМ міста Ленінграда.
У квітні 1936 — лютому 1937 року — заступник секретаря партійного комітету Ленінградського суднобудівного заводу імені Андре Марті. У лютому — липні 1937 року — секретар партійного комітету Ленінградського державного заводу № 174 імені Ворошилова.
У липні — вересні 1937 року — голова виконавчого комітету Октябрської районної ради депутатів трудящих міста Ленінграда.
У вересні 1937 — червні 1938 року — 1-й секретар Виборзького районного комітету ВКП(б) міста Ленінграда.
16 червня 1938 — 17 січня 1945 року — 2-й секретар Ленінградського обласного комітету ВКП(б).
Одночасно, у грудні 1939 — червні 1940 року — член Військової Ради 7-ї армії. У червні 1940 — липні 1941 року — член Військової Ради Ленінградського військового округу. У липні — жовтні 1941 року — член Військової Ради Північно-Західного фронту. У жовтні 1941 — квітні 1943 року — член Військової Ради Ленінградського фронту. У квітні 1943 — лютому 1944 року — член Військової Ради Волховського фронту. У лютому 1944 — березні 1945 року — член Військової Ради Карельського фронту.
У березні — жовтні 1945 року — член Військової Ради Приморської групи військ Далекосхідного фронту, член Військової Ради 1-го Далекосхідного фронту.
У жовтні 1945 — січні 1947 року — член Військової Ради Приморського військового округу. У січні 1947 — жовтні 1948 року — заступник командувача військ Приморського військового округу по політичній частині. У 1946—1947 роках — голова радянської делегації в Радянсько-американській комісії по Кореї.
16 жовтня 1948 — 14 грудня 1950 року — Надзвичайний і повноважний посол СРСР в КНДР. Звільнений від обов'язків «за прорахунки в роботі, які виявилися в період контрнаступу американських і південнокорейських військ у північних районах Кореї».
У грудні 1950 — серпні 1951 року — співробітник Далекосхідного відділу Міністерства закордонних справ СРСР.
У вересні 1951 — грудні 1953 року — заступник голови виконавчого комітету Калузького обласної Ради депутатів трудящих.
У грудні 1953 — січні 1954 року — інспектор ЦК КПРС у Москві.
13 січня 1954 — 27 січня 1956 року — 1-й секретар Новгородського обласного комітету КПРС.
22 січня 1956 — квітень 1959 року — 1-й секретар Приморського крайового комітету КПРС.
31 травня 1959 — 6 липня 1960 року — Надзвичайний і повноважний посол СРСР в Угорщині.
6 вересня 1961 — 11 грудня 1962 року —  голова Комісії державного контролю Ради Міністрів РРФСР.
У лютому 1963 — жовтні 1964 року — заступник голови Комітету партійно-державного контролю Бюро ЦК КПРС по РРФСР і РМ РРФСР.
Помер 25 жовтня 1964 року в Москві. Похований на Богословському кладовищі Санкт-Петербурга.

## Звання
- бригадний комісар
- генерал-майор (6.12.1942)
- генерал-лейтенант (24.08.1943)
- генерал-полковник (2.11.1944)
- генерал-лейтенант (3.02.1951)
- генерал-полковник (8.02.1956)

## Нагороди
- три ордени Леніна (4.4.1939, 12.03.1957,)
- орден Червоного Прапора (21.3.1940)
- орден Суворова I ступеня (2.11.1944)
- три ордени Кутузова I ступеня (21.03.1944, 29.07.1944, 8.09.1945)
- орден Державного Прапора (КНДР)
- медаль «Партизанові Вітчизняної війни» І ст.
- медаль «За оборону Ленінграда»
- медаль «За оборону Радянського Заполяр'я»
- медаль «За перемогу над Німеччиною у Великій Вітчизняній війні 1941—1945 рр.» (1945)
- медаль «За перемогу над Японією» (1945)
- медалі.